# Uličské Krivé
Uličské Krivé es un municipio del distrito de Snina en la región de Prešov, Eslovaquia, con una población estimada a final del año 2024 de 225 habitantes.
Se encuentra ubicado al este de la región, en el valle del río Cirocha (cuenca hidrográfica del río Tisza) y cerca de la frontera con Ucrania y Polonia.

## Demografía
| Año        | 1994 | 2004     | 2014    | 2024     |
| ---------- | ---- | -------- | ------- | -------- |
| Población  | 321  | 277      | 260     | 225      |
| Diferencia |      | −13,70 % | −6,13 % | −13,46 % |

| Año        | 2023 | 2024    |
| ---------- | ---- | ------- |
| Población  | 236  | 225     |
| Diferencia |      | −4,66 % |